# 西斯拉夫民族
西斯拉夫人，是斯拉夫人的一支，主要在中欧平原一带活动。今天的西斯拉夫人主要由波兰人、捷克人、斯洛伐克人、索布人，还有卡舒比人、摩拉维亚人和西里西亚人等族群组成。
西斯拉夫人在7世纪前后从早期斯拉夫人中分离，并于8到9世纪在中欧建立了多处部落。10到14世纪，西斯拉夫人逐渐分化，形成了多样的语言文化。他们的分布范围北抵波罗的海，西至苏台德山脉，南达喀尔巴阡山脉，历史上还曾经跨过东阿尔卑斯山区，直至亚平宁半岛与巴尔干半岛。
西斯拉夫人可以再细分为三个子群体：莱希特人（包括波兰人、卡舒比人和已消亡的波拉比亚人和波美拉尼亚人）、卢萨蒂亚人 （索布人） 和捷克斯洛伐克人。在文化上，由于受到西欧的西罗马帝国和天主教的影响较深，西斯拉夫人与西欧的族群联系更为紧密。因此，西斯拉夫人与其他斯拉夫族群产生了文化分岐：当东斯拉夫人与南斯拉夫人受到东罗马帝国影响，皈依东正教时，西斯拉夫人却笼罩在罗马教会与西欧文化的影响之下。

## 历史
西斯拉夫人在中世纪被称为“文德”，这个词源自罗马时代的维涅季人。波兰历史上第一位统治者米什科一世也被冠以“达戈梅，文德之王”的称号。 
早期斯拉夫人于5世纪开始扩张，至 6 世纪，地理意义上的西、东和南斯拉夫已经出现。7 世纪开始，西斯拉夫人建立了一系列独立的政权，包括萨摩帝国（623-658 年）、摩拉维亚公国（8 世纪-833 年）、尼特拉公国（8 世纪-833 年）和大摩拉维亚(833–c约907年)。文德十字军过后，索布人与其他波拉比亚人（如奥博特人和韦莱蒂人）开始被神圣罗马帝国统治，并在 19 世纪末被强行日耳曼化。波拉比亚语也在十九世纪初于今德国下萨克森州彻底消亡，仅存的6万~8万索布人则保留了其语言传统得以于今德国勃兰登堡州和萨克森州的卢萨蒂亚地区幸存。
但在文德十字军未涉及的地区，西斯拉夫人与日耳曼人间的交流基本上保持和平。几个世纪以来，日耳曼人的聚落与斯拉夫人的集群常常相邻共存。在今天的萨克森州，许多地名，甚至是德累斯顿、莱比锡和茨维考等主要城市的地名也都源自斯拉夫语。
在东方，西波兰人的中心部落于 10 世纪在波兰公爵米什科一世的领导下建立了自己的国家。并与其西方邻国建立了密切的联系，波兰统治者博莱斯瓦夫一世被神圣罗马帝国皇帝奥托三世称为Frater et Cooperator Imperii （“帝国的兄弟和伙伴”）。 
捷克人的前身（波希米亚人）在 6 世纪后期迁至波希米亚，并在10世纪建立了多处政权。普热米斯尔王朝后（1002 年），波西米亚成为了神圣罗马帝国的一部分，并在这之后的1002-1419 年和 1526-1918 年间均归属于帝国。斯洛伐克人的前身则在907年（大摩拉维亚公国灭亡）之后成为了匈牙利的一部分。从1526年到1918年，捷克人和斯洛伐克人长期处于哈布斯堡王朝的统治之下。

## 族群划分
根据地理、历史部落和语言学等各种基准，已有多种划分西斯拉夫族群的方法。

### 依据语言学划分

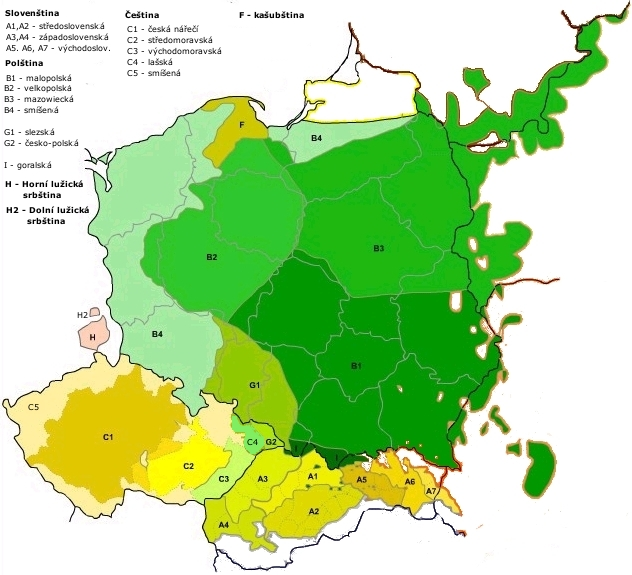
西斯拉夫语群

- 莱基特族群
  - 波兰人
  - 西里西亚人
  - 卡舒比人
  - 戈拉斯人（高地人）
- 捷克-斯洛伐克族群[11]
  - 捷克人
  - 摩拉维亚人
  - 斯洛伐克人
- 索布族群[11]
  - 米尔切尼人（上索布人）
  - 卢萨蒂亚人 （下索布人）